# Bechloul (distrito)
Bechloul é um distrito localizado na província de Bouira, Argélia, e cuja capital é a cidade de mesmo nome, Bechloul.[carece de fontes?]